# Trzeszczyn
Trzeszczyn [ˈtʂɛʂt͡ʂɨn] (trước đây là Trestin của Đức) là một ngôi làng thuộc khu hành chính của Cảnh sát Gmina, thuộc Hạt cảnh sát, West Pomeranian Voivodeship, ở phía tây bắc Ba Lan, gần biên giới Đức. Nó nằm khoảng 4 kilômét (2 mi) phía tây bắc của Cảnh sát và 16 km (10 mi) phía bắc thủ đô khu vực Szczecin.
Trong khu vực của ngôi làng có một đài tưởng niệm các nạn nhân của các trại phát xít trong một thị trấn tên là Cảnh sát.
Vào thời Trung cổ, khu vực Trzeszczyn là một phần của Duchy of Pomerania. Sau khi nhận được đất từ người Đức xảy ra sau Chiến tranh thế giới thứ hai, vào năm 1946 Trzeszczyn đã được sáp nhập vào Eniances of Police. Ngày nay, nó là một phần của Hạt cảnh sát Ba Lan. Đối với lịch sử của khu vực, xem Lịch sử của Pomerania.
Ngôi làng có dân số 260 người.